# Juan Rafael Mora Porras
Juan Rafael Mora Porras, llamado Don Juanito (San José, 8 de febrero de 1814-Puntarenas, 30 de septiembre de 1860) fue un comerciante y político costarricense, y el  2.º presidente de la República de Costa Rica durante tres periodos consecutivos. Se le reconoce especialmente el mérito de haber conducido al país a la victoria sobre los filibusteros encabezados por William Walker, en la Campaña Nacional de 1856-1857. Precisamente por esa campaña, la Asamblea Legislativa de Costa Rica le declaró «héroe y libertador nacional» el 16 de septiembre de 2010. Es uno de los personajes más reconocidos y más importantes de la historia costarricense.

## Vida y familia
El matrimonio de Camilo Mora Alvarado y Ana Benita Porras Ulloa –familia liberal que figura entre las fundadoras de la actual capital costarricense,– tuvo cuatro hijos que pertenecieron a la élite política y social del país. No sólo Juan llegaría a ser presidente; también lo sería, en 1849, Miguel y José Joaquín obtendría el grado de general. Sus hermanas Ana María y Guadalupe fueron esposas, respectivamente, de José María Montealegre Fernández, que gobernaría Costa Rica de 1859 a 1863, y de José María Cañas Escamilla, general de origen salvadoreño

Don Juanito se casó en San José el 24 de junio de 1847 con Inés Aguilar de Mora, hija de Manuel Aguilar Chacón, jefe de Estado de 1837 a 1838. La pareja tuvo ocho hijos: Elena, Teresa, Alberto, Amelia, Juan de Dios, Camilo, Juana y Antonio.
Fue juramentado como Alcalde Primero de San José el 15 de mayo de 1837. Desempeñó otros cargos públicos, como miembro de la Asamblea Constituyente de 1846-1847, aunque sus principales actividades fueron el comercio, el cultivo del café, la caña de azúcar y los bienes raíces. En 1842, Juan Rafael Mora, que no tenía educación universitaria, formó una sociedad con Vicente Aguilar, que se convertiría pronto en una de las más poderosas firmas comerciales de la época.

## Vida política

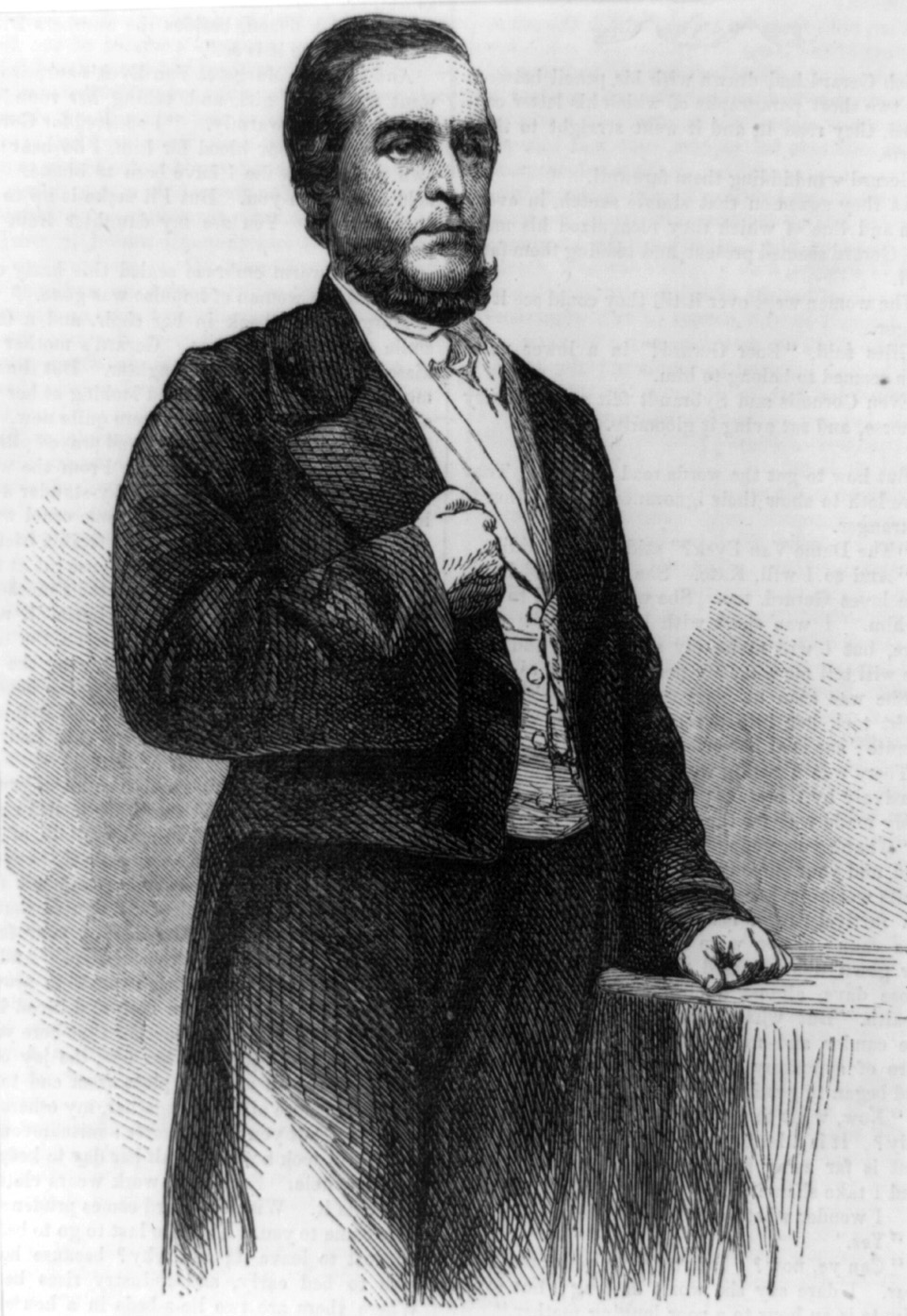
Juan Rafael Mora Porras, 1859

En 1847 fue elegido presidente del Estado, cargo al que renunció al año siguiente, para volver a ocupar ese puesto al subsiguiente. El golpe militar del general José Manuel Quirós y Blanco, que obligó a renunciar al mandatario José María Castro Madriz, lo convirtió en gobernante del país hasta que se declarase la elección de su sucesor, que ganó el mismo don Juanito.
Entre los primeros éxitos logrados durante su gobierno estuvieron el reconocimiento de la independencia costarricense por España y la creación por Pío IX de la diócesis de Costa Rica (1 de marzo de 1850), cuyo primer obispo, Anselmo Llorente y Lafuente, fue consagrado al año siguiente en Guatemala.
En una época en que los militares tenían gran influencia en la política del país y en la que la existencia de un solo cuartel facilitaba a su comandante ponerse de acuerdo con las familias poderosas para cambiar al presidente, Mora decidió crear un segundo cuartel, lo que venía a significar un desconfianza hacia Quirós, el militar más poderoso de entonces. Este así lo comprendió y se levantó en armas el 3 de junio de 1850, pero las fuerzas que envió don Juanito a combatirlo lo derrotaron.
El Congreso Constitucional le confirió el título de Benemérito de la Patria, por Decreto N.º LXXXVI de 25 de junio de 1850.
A pesar del triunfo sobre Quirós, las cosas no se le dieron fáciles a Mora, que tenía en contra una inteligente oposición dirigida por Castro y un Congreso en gran parte adverso. Llegó incluso a presentar su renuncia, que no fue aceptada. Don Juanito optó entonces por disolver la cámara y llamar a nuevas elecciones para obtener un Parlamento fiel, cosa que consiguió.
En 1853 fue reelegido. Mejoró la carretera de Cartago al puerto de Puntarenas, vía que contribuyó a acelerar el desarrollo económico del país, y dictó otras disposiciones progresistas que se realizaron durante su mandato.

### Guerra contra los filibusteros

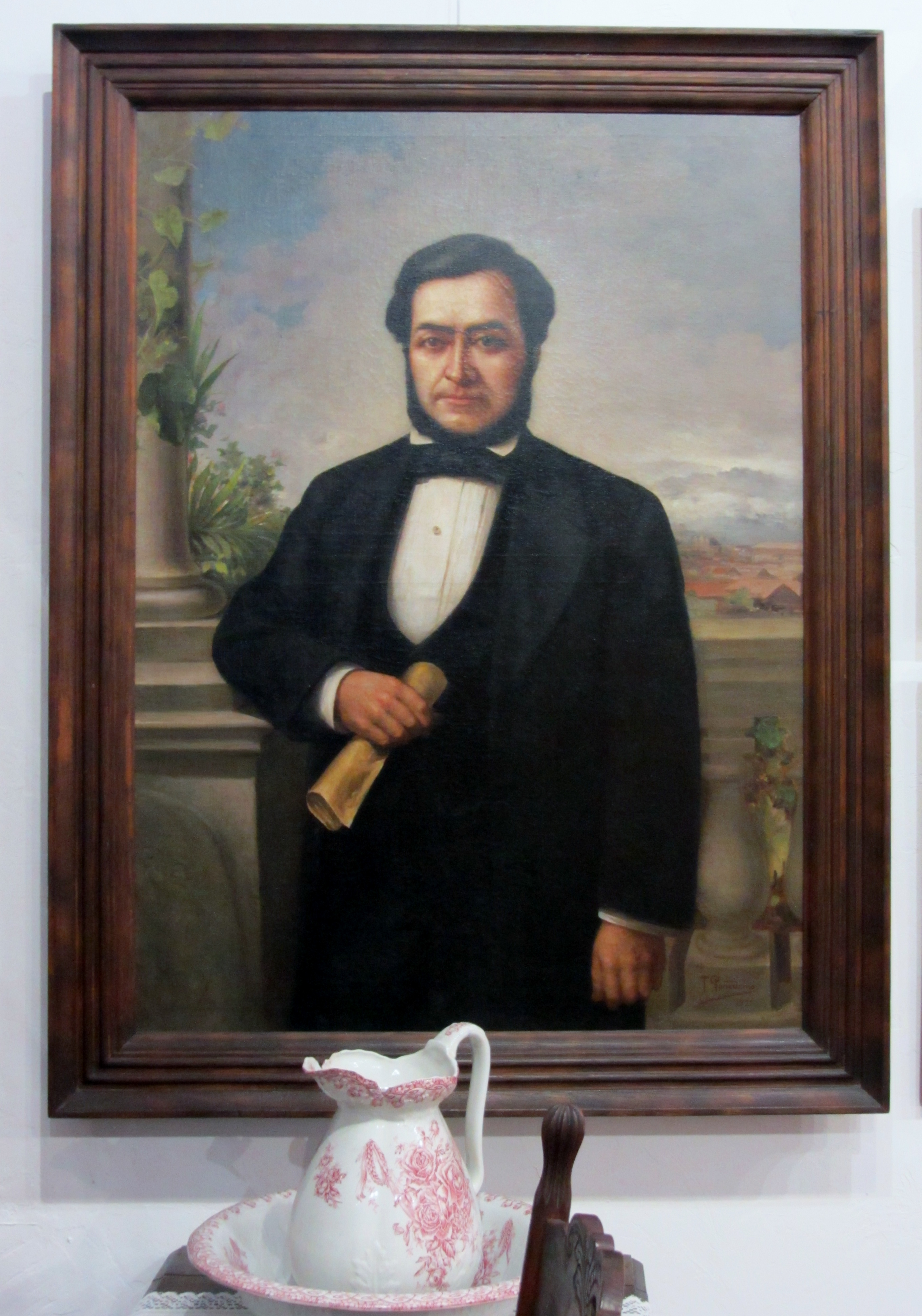
"Su estatura es de escaso metro con sesenta. Grueso de contextura, relleno el rostro y el cuello corto. Cabello negro, peinado hacia atrás y espesa sotabarba. Piel ligeramente morena. Frente despejada, de clara inteligencia. Cejas largas, mirada penetrante. Labio superior delgado, nariz romana. Camina firme, lleva bastón con empuñadura de marfil. Habla suave y directo. Duerme temprano, madruga y hace siesta. Católico, va a misa. De maneras refinadas, viste a la francesa con zapatos de charol, y en ocasiones solemnes, usa un sencillo frac negro. Prefiere pluma, tinta y papel ingleses. Afable por naturaleza, su fisonomía plácida expresa más bondad que energía. Por afecto, muchos lo llaman Don Juanito."
Armando Vargas Araya. 2007.

A principios de 1856 Costa Rica se vio obligada a afrontar la guerra conocida como la Campaña Nacional de 1856-1857 para expulsar a William Walker del territorio centroamericano. En la primera fase de la contienda, en la que Mora acompañó a las tropas personalmente (delegó el gobierno al vicepresidente Francisco Oreamuno Bonilla), el ejército costarricense salió victorioso en las batallas de Santa Rosa, la de Sardinal y en la batalla de Rivas. Pero en los días siguiente surgió la peste del cólera, que comenzó a hacer estragos en las filas del ejército, que por decisión de Mora abandonó el territorio de Nicaragua y regresó a Costa Rica. Después la enfermedad se extendió por gran parte del país y mató a 10 000 personas, casi la décima parte de la población costarricense de esa época.
Una vez que la epidemia de cólera cerró su ciclo en diciembre, comenzó a prepararse la 2.ª campaña que tenía como principal objetivo tomar el San Juan y los barcos que abastecían a Walker desde los Estados Unidos. El magnate Cornelius Vanderbilt, como una forma de colaborar en la guerra, envió entonces al marino Sylvanus Spencer, conocedor del río, para guiar a las tropas; en realidad, lo que quería el millonario estadounidense era recuperar sus barcos de la Compañía Accesoria del Tránsito que Walker había dado a sus competidores (la llamada vía del tránsito permitía ahorrar muchos kilómetros y tiempo a quienes viajaban de la costa este a la oeste y viceversa en época de la fiebre del oro de California). Spencer, que moriría el 29 de mayo de 1862 a los 43 años, llegó a Costa Rica acompañado del inglés William Clifford Webster, quien traía a su vez una carta de recomendación del embajador costarricense en Washington, Luis Molina. Webster se presentó como si detrás de él estuviera Vanderbilt, lo que era falso, y ofreció a Mora el préstamo de un millón de pesos para solventar la deuda estatal contraída por el gobierno para financiar la guerra, pero Webster fue acusado de estafa en los Estados Unidos y las contratas nunca llegaron a formalizarse. Además, dichas contratas tenían una condición: para hacerlas efectivas se necesitaba la firma de Nicaragua, cosa que esta no hizo con ninguna de las tres contratas.
La guerra concluyó en abril de 1857, después de que el mayor Máximo Blanco cortara las vías de abastecimiento de los filibusteros mediante la campaña del río San Juan. La victoria en la guerra contra Walker llenó de gloria a Mora; pero las relaciones con Nicaragua se complicaron.
Walker, después de rendirse el 1 de mayo de 1857 en Rivas y de ser llevado de vuelta a Estados Unidos por el comandante de la balandra de guerra St. Mary's Charles Henry Davis, comienza a preparar otra expedición; en Nicaragua, lo reemplaza en la presidencia Tomás Martínez, quien exige a Costa Rica la devolución inmediata de Punta Castilla, Castillo Viejo y el fuerte de San Carlos, así como los barcos incautados a los filibusteros; además, las tropas costarricenses debían abandonar el territorio nicaragüense. Pero Mora, que sabía de los planes de Walker, ordenó que las tropas permanecieran en el San Juan para abortar una nueva incursión del filibustero. Martínez acusó entonces a Costa Rica de intenciones imperialistas y le declaró la guerra el 19 de octubre de 1857. Fue Cañas el encargado de negociar, proceso que termina con la firma del Tratado Cañas-Jerez, desfavorable para Costa Rica, que tuvo que reconocer a Nicaragua como propietaria absoluta del San Juan y conformarse sólo con un acceso limitado a la libre navegación en el curso inferior del río, perdiendo los derechos patrimoniales sobre este.
A principios de 1859 fue reelegido para un tercer período, pero el 14 de agosto de ese año fue derrocado por los comandantes de los cuarteles de San José, el coronel Lorenzo Salazar y el citado mayor Blanco. Fue el sargento Sotero Rodríguez quien, a las tres y media de la madrugada de aquel día se presentó intempestivamente en la casa de Mora y lo condujo detenido al cuartel. En las horas siguientes fueron capturados asimismo su hermano José Joaquín, el general Cañas, Manuel Argüello –sobrino y asesor del presidente– y otros funcionarios; conducidos luego a Puntarenas y expulsados del país, zarparon en el vapor Guatemala hacia El Salvador. Los dos militares golpistas fueron ascendidos al grado de general por José María Montealegre, el nuevo presidente que pertenecía a la familia que había estado detrás de la confabulación para terminar con el gobierno de Mora.
En las elecciones de 1860, los partidarios de defenestrado mandatario postularon como candidato a su pariente Manuel Mora Fernández, que fue derrotado por Montealegre.

### Intento de recuperar el poder y muerte
En el extranjero, don Juanito preparaba la invasión para recobrar el poder; viajó a Estados Unidos en busca de ayuda y armas. El 17 de septiembre de 1860 desembarcó en Puntarenas –acompañado de su hermano, el general José Joaquín, de su cuñado, José María Cañas y su sobrino Manuel Argüello;– los moristas tomaron la ciudad y se apoderaron de una franja de terreno que llegaba hasta el río Barranca. El gobierno de Montealegre reaccionó rápidamente enviando una fuerza militar que derrotó a Mora en la batalla de La Angostura. Don Juanito buscó asilo donde su amigo el cónsul británico Richard Farrer –con don Ricardo, como se le conocía en Costa Rica, con quien él había tenido negocios; así, le había vendido una hacienda cafetalera ubicada en Guadalupe y en 1854 su gobierno le había dado la concesión para construir y explotar una vía férrea entre San José y Puntarenas,– pero terminó entregándolo.
Fue fusilado en el lugar denominado Los Lobos el 30 de septiembre de aquel año junto al general Ignacio Arancibia (un chileno que había partido hacia California en la época de la fiebre del oro, pero que se había quedado en Costa Rica, radicándose en Esparza y que se había distinguido en la guerra contra los filibusteros). Dos días después, ejecutaron también a Cañas.
De acuerdo a las investigaciones del periodista e historiador Armando Vargas Araya, para justificar el asesinato del héroe nacional más querido en el país y ya reconocido internacionalmente como quien detuvo las intenciones de Estados Unidos de América de hacer valer su conocido lema del Destino Manifiesto: “América para los americanos”, las familias Castro Madriz y Montealegre, pagaron publicaciones falsificando la historia cuestionando sin demostración a don Juanito, cuando en realidad estaban tratando de recuperar el negocio familiar de la venta de licor y el banco emisor de moneda que ellos tenían en privado y que él les había confiscado para legalizar tan importante medio y así poder recuperar la economía nacional, lo cual ya había logrado.
Por tal razón, no fue sino hasta el año 2010 que fue reconocido como héroe nacional, debido a las sistemáticas oposiciones de los descendientes de las familias Castro y Montealegre, tratando de ocultar semejante vergüenza pública.

### Sepultura de Mora
Un grupo de amigos –los cónsules británico, Farrer, y francés, Juan Bonnefil (Jean Jacques Bonnefil Hydemayra), los yernos de este, Santiago Costantine y Julio Rosat, más el capitán Francisco Roger– lograron que el cadáver no fuera arrojado a las aguas y le dieron sepultura el mismo día de su ejecución en el antiguo cementerio del estero en una fosa cavada por ellos mismos; dos días después enterraron también a Cañas. Casi seis años más tarde, el 20 de mayo de 1866, Bonnefil retorna al lugar junto con Constantine y cuatro marineros (Carlos Leonara, Enrique Ligoneff, Francisco Hervé y Guillermo Noubée) y exhuma los cadáveres, que mantiene brevemente en su residencia de Puntarenas para luego llevarlos su casa en San José, ubicada diagonal al Hospital San Juan de Dios, lugar en el que permanecen durante más de 20 años, hasta que el 13 de enero de 1885 son trasladados al Cementerio General de la capital costarricense.

## Legado
La historia recuerda a Juan Rafael Mora por su heroico combate contra los filibusteros partidarios de la esclavitud, logrando la victoria para Costa Rica y Centroamérica.
- Fortaleció la actividad cafetalera
- Inauguró el sistema de alumbrado público en 1851
- Construyó el edificio de la Universidad de Santo Tomás  (Univ. de Costa Rica)
- Construyó la Fábrica Nacional de Licores, el Hospital San Juan de Dios, el Hospital San Rafael (Puntarenas) y el Palacio Nacional de Costa Rica.
- Durante su administración, el ingeniero Nicolás Gallegos levantó el primer plano de la ciudad de San José.
- Durante su gobierno, Manuel María Gutiérrez Flores compuso la música del Himno Nacional de Costa Rica en 1852
- Se creó la diócesis de Costa Rica en 1850
- Se firmó el tratado Cañas-Jerez en 1858
- Estimuló el establecimiento de un Banco Nacional de capital mixto
- Estimuló el desarrollo de Guanacaste
- Dirigió con éxito la Campaña Nacional de 1856-1857 contra los filibusteros

## Iconografía y reconocimientos
Calles y parques llevan el nombre de don Juanito. Así, en Puntarenas existe el Parque Mora y Cañas, en Puntarenas Centro (avenidas 1 y 3, calles 9 y 11), inaugurado el 8 de diciembre de 1918 y adornado con sendos bustos de ambos personajes, esculturas de Juan Rafael Chacón colocadas en 1960, para el centenario de su muerte. La avenida segunda en San José ha sido bautizada en su honor, primero en 2001 y después en 2014 con el nombre oficial de Avenida del Libertador Juan Rafael Mora. También la calle segunda lleva su nombre y es precisamente en la esquina con la avenida segunda que han colocado la placa correspondiente (hay planes de cambiar el nombre de la calle para evitar confusiones).
Mora ha sido retratado por importantes pintores, comenzando por Aquiles Bigot, cuadro que se encuentra en la Pinacoteca de la Asamblea Legislativa de Costa Rica. El Museo Histórico Cultural Juan Santamaría (Alajuela) tiene un hermoso cuadro antiguo de don Juanito pintado por Tomás Povedano. Además, hay uno en que aparece con su hermano José Joaquín y una pintura de su fusilamiento, obras ambas de Carlos Aguilar. Y en el Parque Juan Santamaría de esa ciudad se inauguró en 2012 un gran mural, también de Aguilar, en el que Mora ocupa un lugar central. Gonzalo Morales Alvarado retrató asimismo al famoso mandatario, al igual que su hijo Gonzalo Morales Sáurez (un retrato de este último está en el Salón de los Patriotas Latinoamericanos de la Casa Rosada, sede del gobierno de Argentina).
En el parque frente al edificio de Correos y Telégrafos de San José se alza el principal monumento a Mora. Se trata de conjunto escultórico, obra del italiano Pietro Piraino, compuesto por una estatua del expresidente de unos 3 m de altura sobre una base de hormigón; en los costados de la base hay dos bajorrelieves (N: trabajo de labriegos costarricenses, S: episodio de la Campaña Nacional. Otras dos figuras forman parte del conjunto: al este, una mujer que simboliza la ciencia, y al oeste, un hombre con una antorcha, símbolo de la libertad.
El director Rubén Darío Arena creó en septiembre de 2012 un documental con análisis del historiador Raúl Arias y participación de Armando Vargas Araya y Manuel Mora Sala, e ilustraciones del citado pintor alajuelense Carlos Aguilar.
En 2013, durante el Festival de Música José Merino, Dionisio Cabal presentó la canción Ha llegado la hora de Juanito Mora.
Mora es uno de los personajes principales de la novela de Óscar Núñez La guerra prometida (2015).
| \| \| \| \| \| \| \| \| \| \| \| \| \| \| \| \| \| \| \| \| 16. Francisco de Mora y Martínez (1670-1742) \| \| \| \| \| \| \| \| \| \| \| \| \| \| \| \| \| \| \| \| \| \| \| \| \| \| \| \| \| \| \| \| \| \| \| \| \| \| \| \| \| \| \| \| \| \| \| \| \| \| \| \| \| \| 8. Camilo de Mora y Sánchez (1714-1767) \| \| \| \| \| \| \| \| \| \| \| \| \| \| \| \| \| \| \| \| \| \| \| \| \| \| \| \| \| \| \| \| \| \| \| \| \| \| \| \| \| \| \| \| \| \| \| \| \| \| \| \| \| \| 17. Clara Sánchez de Estrada (1685-1752) \| \| \| \| \| \| \| \| \| \| \| \| \| \| \| \| \| \| \| \| \| \| \| \| \| \| \| \| \| \| \| \| \| \| \| \| \| \| \| \| \| \| \| \| \| \| \| \| \| \| \| \| \| \| 4. Dionisio de Mora Valverde (1730) \| \| \| \| \| \| \| \| \| \| \| \| \| \| \| \| \| \| \| \| \| \| \| \| \| \| \| \| \| \| \| \| \| \| \| \| \| \| \| \| \| \| \| \| \| \| \| \| \| \| \| \| \| \| 18. Sebastián Valverde Monterroso \| \| \| \| \| \| \| \| \| \| \| \| \| \| \| \| \| \| \| \| \| \| \| \| \| \| \| \| \| \| \| \| \| \| \| \| \| \| \| \| \| \| \| \| \| \| \| \| \| \| \| \| \| \| 9.Feliciana Valverde Villalobos (1714-1784) \| \| \| \| \| \| \| \| \| \| \| \| \| \| \| \| \| \| \| \| \| \| \| \| \| \| \| \| \| \| \| \| \| \| \| \| \| \| \| \| \| \| \| \| \| \| \| \| \| \| \| \| \| \| 19. Ana Josefa de Echavarría (Chavarría) e Ibarra \| \| \| \| \| \| \| \| \| \| \| \| \| \| \| \| \| \| \| \| \| \| \| \| \| \| \| \| \| \| \| \| \| \| \| \| \| \| \| \| \| \| \| \| \| \| \| \| \| \| \| \| \| \| 2. Camilo Mora Alvarado (1777-1836) \| \| \| \| \| \| \| \| \| \| \| \| \| \| \| \| \| \| \| \| \| \| \| \| \| \| \| \| \| \| \| \| \| \| \| \| \| \| \| \| \| \| \| \| \| \| \| \| \| \| \| \| \| \| 20. N. 21=21. Ne. \| \| \| \| \| \| \| \| \| \| \| \| \| \| \| \| \| \| \| \| \| \| \| \| \| \| \| \| \| \| \| \| \| \| \| \| \| \| \| \| \| \| \| \| \| \| \| \| \| \| \| \| \| \| 10.N. \| \| \| \| \| \| \| \| \| \| \| \| \| \| \| \| \| \| \| \| \| \| \| \| \| \| \| \| \| \| \| \| \| \| \| \| \| \| \| \| \| \| \| \| \| \| \| \| \| \| \| \| \| \| 5. Antonia de la Luz Alvarado \| \| \| \| \| \| \| \| \| \| \| \| \| \| \| \| \| \| \| \| \| \| \| \| \| \| \| \| \| \| \| \| \| \| \| \| \| \| \| \| \| \| \| \| \| \| \| \| \| \| \| \| \| \| 22. Pedro de Alvarado y Jirón (+1739) \| \| \| \| \| \| \| \| \| \| \| \| \| \| \| \| \| \| \| \| \| \| \| \| \| \| \| \| \| \| \| \| \| \| \| \| \| \| \| \| \| \| \| \| \| \| \| \| \| \| \| \| \| \| 11.María Josefa de Alvarado y Guevara \| \| \| \| \| \| \| \| \| \| \| \| \| \| \| \| \| \| \| \| \| \| \| \| \| \| \| \| \| \| \| \| \| \| \| \| \| \| \| \| \| \| \| \| \| \| \| \| \| \| \| \| \| \| 23. Ángela de Guevara Sáenz (1705) \| \| \| \| \| \| \| \| \| \| \| \| \| \| \| \| \| \| \| \| \| \| \| \| \| \| \| \| \| \| \| \| \| \| \| \| \| \| \| \| \| \| \| \| \| \| \| \| \| \| \| \| \| \| 1. Juan Rafael Mora Porras \| \| \| \| \| \| \| \| \| \| \| \| \| \| \| \| \| \| \| \| \| \| \| \| \| \| \| \| \| \| \| \| \| \| \| \| \| \| \| \| \| \| \| \| \| \| \| \| \| \| \| \| \| \| 24. Alonso de Porras y Sibaja \| \| \| \| \| \| \| \| \| \| \| \| \| \| \| \| \| \| \| \| \| \| \| \| \| \| \| \| \| \| \| \| \| \| \| \| \| \| \| \| \| \| \| \| \| \| \| \| \| \| \| \| \| \| 12.Juan Agustín de Porras (1730) \| \| \| \| \| \| \| \| \| \| \| \| \| \| \| \| \| \| \| \| \| \| \| \| \| \| \| \| \| \| \| \| \| \| \| \| \| \| \| \| \| \| \| \| \| \| \| \| \| \| \| \| \| \| 25. Nicolasa González Alfaro (1705) \| \| \| \| \| \| \| \| \| \| \| \| \| \| \| \| \| \| \| \| \| \| \| \| \| \| \| \| \| \| \| \| \| \| \| \| \| \| \| \| \| \| \| \| \| \| \| \| \| \| \| \| \| \| 6. Jesús Antonio de Porras y González de León (1760) \| \| \| \| \| \| \| \| \| \| \| \| \| \| \| \| \| \| \| \| \| \| \| \| \| \| \| \| \| \| \| \| \| \| \| \| \| \| \| \| \| \| \| \| \| \| \| \| \| \| \| \| \| \| 26. Pedro González de León \| \| \| \| \| \| \| \| \| \| \| \| \| \| \| \| \| \| \| \| \| \| \| \| \| \| \| \| \| \| \| \| \| \| \| \| \| \| \| \| \| \| \| \| \| \| \| \| \| \| \| \| \| \| 13.Juana González de León (+ desp. 1788) \| \| \| \| \| \| \| \| \| \| \| \| \| \| \| \| \| \| \| \| \| \| \| \| \| \| \| \| \| \| \| \| \| \| \| \| \| \| \| \| \| \| \| \| \| \| \| \| \| \| \| \| \| \| 27. María Josefa Martínez de Gamboa \| \| \| \| \| \| \| \| \| \| \| \| \| \| \| \| \| \| \| \| \| \| \| \| \| \| \| \| \| \| \| \| \| \| \| \| \| \| \| \| \| \| \| \| \| \| \| \| \| \| \| \| \| \| 3. Ana Benita Porras Ulloa (1773-1833) \| \| \| \| \| \| \| \| \| \| \| \| \| \| \| \| \| \| \| \| \| \| \| \| \| \| \| \| \| \| \| \| \| \| \| \| \| \| \| \| \| \| \| \| \| \| \| \| \| \| \| \| \| \| 28. José de Vargas Ulloa (+1752) \| \| \| \| \| \| \| \| \| \| \| \| \| \| \| \| \| \| \| \| \| \| \| \| \| \| \| \| \| \| \| \| \| \| \| \| \| \| \| \| \| \| \| \| \| \| \| \| \| \| \| \| \| \| 14. José Antonio de Vargas Ulloa (1706) \| \| \| \| \| \| \| \| \| \| \| \| \| \| \| \| \| \| \| \| \| \| \| \| \| \| \| \| \| \| \| \| \| \| \| \| \| \| \| \| \| \| \| \| \| \| \| \| \| \| \| \| \| \| 29. Isabel de Siles y Chaves \| \| \| \| \| \| \| \| \| \| \| \| \| \| \| \| \| \| \| \| \| \| \| \| \| \| \| \| \| \| \| \| \| \| \| \| \| \| \| \| \| \| \| \| \| \| \| \| \| \| \| \| \| \| 7. Josefa Ulloa Guzmán (1745-1797) \| \| \| \| \| \| \| \| \| \| \| \| \| \| \| \| \| \| \| \| \| \| \| \| \| \| \| \| \| \| \| \| \| \| \| \| \| \| \| \| \| \| \| \| \| \| \| \| \| \| \| \| \| \| 30. Francisco González de Villalobos y Guevara \| \| \| \| \| \| \| \| \| \| \| \| \| \| \| \| \| \| \| \| \| \| \| \| \| \| \| \| \| \| \| \| \| \| \| \| \| \| \| \| \| \| \| \| \| \| \| \| \| \| \| \| \| \| 15. Francisca González de Villalobos (1726) \| \| \| \| \| \| \| \| \| \| \| \| \| \| \| \| \| \| \| \| \| \| \| \| \| \| \| \| \| \| \| \| \| \| \| \| \| \| \| \| \| \| \| \| \| \| \| \| \| \| \| \| \| \| 31. Josefa de Bonilla y Laya-Bolívar \| \| \| \| \| \| \| \| \| \| \| \| \| \| \| \| \| \| \| \| \| \| \| \| \| \| \| \| \| \| \| \| \| \| \| \| \| \| \| \| \| \| \| \| \| \| \| \| \| \| \| \| |                                                      |  |  |  |  |  |  |  |  |  |  |  |  |  |  |  |
| |                                                      |  |  |  |  |  |  |  |  |  |  |  |  |  |  |  |
| | 16. Francisco de Mora y Martínez (1670-1742)         |  |  |  |  |  |  |  |  |  |  |  |  |  |  |  |
| |                                                      |  |  |  |  |  |  |  |  |  |  |  |  |  |  |  |
| |                                                      |  |  |  |  |  |  |  |  |  |  |  |  |  |  |  |
| | 8. Camilo de Mora y Sánchez (1714-1767)              |  |  |  |  |  |  |  |  |  |  |  |  |  |  |  |
| |                                                      |  |  |  |  |  |  |  |  |  |  |  |  |  |  |  |
| |                                                      |  |  |  |  |  |  |  |  |  |  |  |  |  |  |  |
| | 17. Clara Sánchez de Estrada (1685-1752)             |  |  |  |  |  |  |  |  |  |  |  |  |  |  |  |
| |                                                      |  |  |  |  |  |  |  |  |  |  |  |  |  |  |  |
| |                                                      |  |  |  |  |  |  |  |  |  |  |  |  |  |  |  |
| | 4. Dionisio de Mora Valverde (1730)                  |  |  |  |  |  |  |  |  |  |  |  |  |  |  |  |
| |                                                      |  |  |  |  |  |  |  |  |  |  |  |  |  |  |  |
| |                                                      |  |  |  |  |  |  |  |  |  |  |  |  |  |  |  |
| | 18. Sebastián Valverde Monterroso                    |  |  |  |  |  |  |  |  |  |  |  |  |  |  |  |
| |                                                      |  |  |  |  |  |  |  |  |  |  |  |  |  |  |  |
| |                                                      |  |  |  |  |  |  |  |  |  |  |  |  |  |  |  |
| | 9.Feliciana Valverde Villalobos (1714-1784)          |  |  |  |  |  |  |  |  |  |  |  |  |  |  |  |
| |                                                      |  |  |  |  |  |  |  |  |  |  |  |  |  |  |  |
| |                                                      |  |  |  |  |  |  |  |  |  |  |  |  |  |  |  |
| | 19. Ana Josefa de Echavarría (Chavarría) e Ibarra    |  |  |  |  |  |  |  |  |  |  |  |  |  |  |  |
| |                                                      |  |  |  |  |  |  |  |  |  |  |  |  |  |  |  |
| |                                                      |  |  |  |  |  |  |  |  |  |  |  |  |  |  |  |
| | 2. Camilo Mora Alvarado (1777-1836)                  |  |  |  |  |  |  |  |  |  |  |  |  |  |  |  |
| |                                                      |  |  |  |  |  |  |  |  |  |  |  |  |  |  |  |
| |                                                      |  |  |  |  |  |  |  |  |  |  |  |  |  |  |  |
| | 20. N. 21=21. Ne.                                    |  |  |  |  |  |  |  |  |  |  |  |  |  |  |  |
| |                                                      |  |  |  |  |  |  |  |  |  |  |  |  |  |  |  |
| |                                                      |  |  |  |  |  |  |  |  |  |  |  |  |  |  |  |
| | 10.N.                                                |  |  |  |  |  |  |  |  |  |  |  |  |  |  |  |
| |                                                      |  |  |  |  |  |  |  |  |  |  |  |  |  |  |  |
| |                                                      |  |  |  |  |  |  |  |  |  |  |  |  |  |  |  |
| | 5. Antonia de la Luz Alvarado                        |  |  |  |  |  |  |  |  |  |  |  |  |  |  |  |
| |                                                      |  |  |  |  |  |  |  |  |  |  |  |  |  |  |  |
| |                                                      |  |  |  |  |  |  |  |  |  |  |  |  |  |  |  |
| | 22. Pedro de Alvarado y Jirón (+1739)                |  |  |  |  |  |  |  |  |  |  |  |  |  |  |  |
| |                                                      |  |  |  |  |  |  |  |  |  |  |  |  |  |  |  |
| |                                                      |  |  |  |  |  |  |  |  |  |  |  |  |  |  |  |
| | 11.María Josefa de Alvarado y Guevara                |  |  |  |  |  |  |  |  |  |  |  |  |  |  |  |
| |                                                      |  |  |  |  |  |  |  |  |  |  |  |  |  |  |  |
| |                                                      |  |  |  |  |  |  |  |  |  |  |  |  |  |  |  |
| | 23. Ángela de Guevara Sáenz (1705)                   |  |  |  |  |  |  |  |  |  |  |  |  |  |  |  |
| |                                                      |  |  |  |  |  |  |  |  |  |  |  |  |  |  |  |
| |                                                      |  |  |  |  |  |  |  |  |  |  |  |  |  |  |  |
| | 1. Juan Rafael Mora Porras                           |  |  |  |  |  |  |  |  |  |  |  |  |  |  |  |
| |                                                      |  |  |  |  |  |  |  |  |  |  |  |  |  |  |  |
| |                                                      |  |  |  |  |  |  |  |  |  |  |  |  |  |  |  |
| | 24. Alonso de Porras y Sibaja                        |  |  |  |  |  |  |  |  |  |  |  |  |  |  |  |
| |                                                      |  |  |  |  |  |  |  |  |  |  |  |  |  |  |  |
| |                                                      |  |  |  |  |  |  |  |  |  |  |  |  |  |  |  |
| | 12.Juan Agustín de Porras (1730)                     |  |  |  |  |  |  |  |  |  |  |  |  |  |  |  |
| |                                                      |  |  |  |  |  |  |  |  |  |  |  |  |  |  |  |
| |                                                      |  |  |  |  |  |  |  |  |  |  |  |  |  |  |  |
| | 25. Nicolasa González Alfaro (1705)                  |  |  |  |  |  |  |  |  |  |  |  |  |  |  |  |
| |                                                      |  |  |  |  |  |  |  |  |  |  |  |  |  |  |  |
| |                                                      |  |  |  |  |  |  |  |  |  |  |  |  |  |  |  |
| | 6. Jesús Antonio de Porras y González de León (1760) |  |  |  |  |  |  |  |  |  |  |  |  |  |  |  |
| |                                                      |  |  |  |  |  |  |  |  |  |  |  |  |  |  |  |
| |                                                      |  |  |  |  |  |  |  |  |  |  |  |  |  |  |  |
| | 26. Pedro González de León                           |  |  |  |  |  |  |  |  |  |  |  |  |  |  |  |
| |                                                      |  |  |  |  |  |  |  |  |  |  |  |  |  |  |  |
| |                                                      |  |  |  |  |  |  |  |  |  |  |  |  |  |  |  |
| | 13.Juana González de León (+ desp. 1788)             |  |  |  |  |  |  |  |  |  |  |  |  |  |  |  |
| |                                                      |  |  |  |  |  |  |  |  |  |  |  |  |  |  |  |
| |                                                      |  |  |  |  |  |  |  |  |  |  |  |  |  |  |  |
| | 27. María Josefa Martínez de Gamboa                  |  |  |  |  |  |  |  |  |  |  |  |  |  |  |  |
| |                                                      |  |  |  |  |  |  |  |  |  |  |  |  |  |  |  |
| |                                                      |  |  |  |  |  |  |  |  |  |  |  |  |  |  |  |
| | 3. Ana Benita Porras Ulloa (1773-1833)               |  |  |  |  |  |  |  |  |  |  |  |  |  |  |  |
| |                                                      |  |  |  |  |  |  |  |  |  |  |  |  |  |  |  |
| |                                                      |  |  |  |  |  |  |  |  |  |  |  |  |  |  |  |
| | 28. José de Vargas Ulloa (+1752)                     |  |  |  |  |  |  |  |  |  |  |  |  |  |  |  |
| |                                                      |  |  |  |  |  |  |  |  |  |  |  |  |  |  |  |
| |                                                      |  |  |  |  |  |  |  |  |  |  |  |  |  |  |  |
| | 14. José Antonio de Vargas Ulloa (1706)              |  |  |  |  |  |  |  |  |  |  |  |  |  |  |  |
| |                                                      |  |  |  |  |  |  |  |  |  |  |  |  |  |  |  |
| |                                                      |  |  |  |  |  |  |  |  |  |  |  |  |  |  |  |
| | 29. Isabel de Siles y Chaves                         |  |  |  |  |  |  |  |  |  |  |  |  |  |  |  |
| |                                                      |  |  |  |  |  |  |  |  |  |  |  |  |  |  |  |
| |                                                      |  |  |  |  |  |  |  |  |  |  |  |  |  |  |  |
| | 7. Josefa Ulloa Guzmán (1745-1797)                   |  |  |  |  |  |  |  |  |  |  |  |  |  |  |  |
| |                                                      |  |  |  |  |  |  |  |  |  |  |  |  |  |  |  |
| |                                                      |  |  |  |  |  |  |  |  |  |  |  |  |  |  |  |
| | 30. Francisco González de Villalobos y Guevara       |  |  |  |  |  |  |  |  |  |  |  |  |  |  |  |
| |                                                      |  |  |  |  |  |  |  |  |  |  |  |  |  |  |  |
| |                                                      |  |  |  |  |  |  |  |  |  |  |  |  |  |  |  |
| | 15. Francisca González de Villalobos (1726)          |  |  |  |  |  |  |  |  |  |  |  |  |  |  |  |
| |                                                      |  |  |  |  |  |  |  |  |  |  |  |  |  |  |  |
| |                                                      |  |  |  |  |  |  |  |  |  |  |  |  |  |  |  |
| | 31. Josefa de Bonilla y Laya-Bolívar                 |  |  |  |  |  |  |  |  |  |  |  |  |  |  |  |
| |                                                      |  |  |  |  |  |  |  |  |  |  |  |  |  |  |  |
| |                                                      |  |  |  |  |  |  |  |  |  |  |  |  |  |  |  |